# Новий Сибір
Новий Сибір (рос. Новая Сибирь, якут. Саҥа Сибиир арыы) — великий острів у Східно-Сибірському морі, є частиною островів Анжу в складі Новосибірських островів. Територіально відноситься до Республіки Саха, Росія.
Площа острова становить 6200 км². Має видовжену й потовщену із заходу на схід форму з великими півостровами на північному заході та сході. Крайні точки: північна — мис Високий, західна — мис Рожина, південна — мис Поворотний, східна — мис Кам'яний.
Вкритий густою річковою мережею, найбільші річки — Велика та Надійна. Поширені болота. Озер небагато і зосереджені вони в основному на заході. Поширена тундрова рослинність.
Відкритий російським промисловцем Я. Ф. Санниковим в 1806 році. В 1809—1810 роках на острів здійснив експедицію М. М. Геденштром.